# Incendies et cycle du carbone dans les forêts boréales
 (mars 2021).
La mise en forme du texte ne suit pas les recommandations de Wikipédia : il faut le « wikifier ».
Les points d'amélioration suivants sont les cas les plus fréquents :
- Les titres sont pré-formatés par le logiciel. Ils ne sont ni en capitales, ni en gras.
- Le texte ne doit pas être écrit en capitales (les noms de famille non plus), ni en gras, ni en italique, ni en « petit »…
- Le gras n'est utilisé que pour surligner le titre de l'article dans l'introduction, une seule fois.
- L'italique est rarement utilisé : mots en langue étrangère, titres d'œuvres, noms de bateaux, etc.
- Les citations ne sont pas en italique mais en corps de texte normal. Elles sont entourées par des guillemets français : « et ».
- Les listes à puces sont à éviter, des paragraphes rédigés étant largement préférés. Les tableaux sont à réserver à la présentation de données structurées (résultats, etc.).
- Les appels de note de bas de page (petits chiffres en exposant, introduits par l'outil «  Source ») sont à placer entre la fin de phrase et le point final[comme ça].
- Les liens internes (vers d'autres articles de Wikipédia) sont à choisir avec parcimonie. Créez des liens vers des articles approfondissant le sujet. Les termes génériques sans rapport avec le sujet sont à éviter, ainsi que les répétitions de liens vers un même terme.
- Les liens externes sont à placer uniquement dans une section « Liens externes », à la fin de l'article. Ces liens sont à choisir avec parcimonie suivant les règles définies. Si un lien sert de source à l'article, son insertion dans le texte est à faire par les notes de bas de page.
- La présentation des références doit suivre les conventions bibliographiques. Il est recommandé d'utiliser les modèles {{Ouvrage}}, {{Chapitre}}, {{Article}}, {{Lien web}} et/ou {{Bibliographie}}. Le mode d'édition visuel peut mettre en forme automatiquement les références.
- Insérer une infobox (cadre d'informations à droite) n'est pas obligatoire pour parachever la mise en page.

Pour une aide détaillée, merci de consulter Aide:Wikification.
Si vous pensez que ces points ont été résolus, vous pouvez retirer ce bandeau et améliorer la mise en forme d'un autre article.

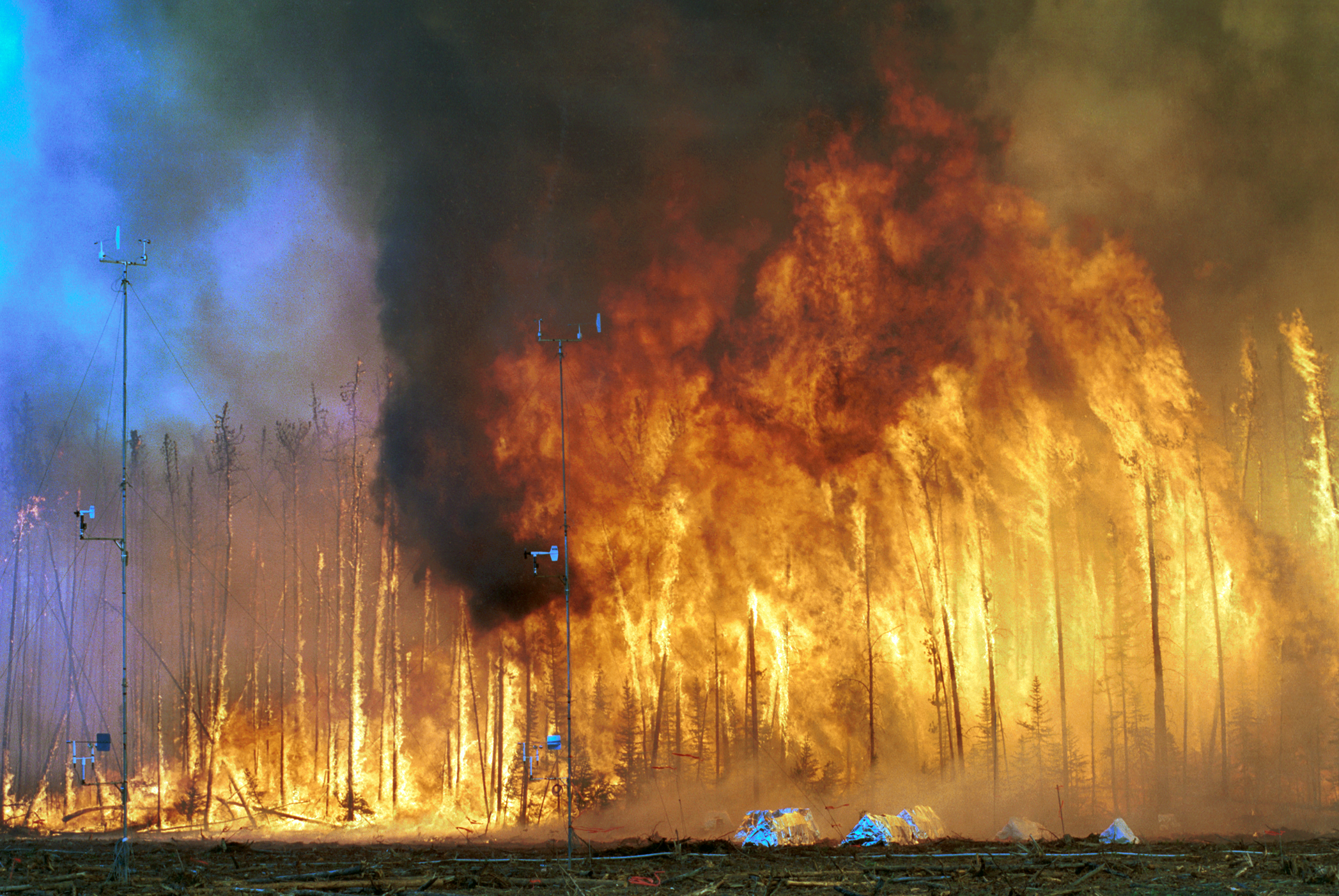
Le feu de cime de haute intensité est le régime d'incendie typique dans les régions de la forêt boréale

Les écosystèmes terrestres trouvés dans les régions boréales (ou taïga ) d'Amérique du Nord et d'Eurasie couvrent moins de 17% de la surface terrestre, mais contiennent plus de 30% du carbone présent dans le biome terrestre. La forêt boréale, les tourbières et la toundra constituent les 3 écosystème de la région boréale, en termes de stockage de carbon. L'augmentation de la température et des risques d'incendie contribuent grandement dans de vastes zone du globe à la libération de carbone atmosphérique. Les hautes latitudes nordiques connaîtront l'augmentation la plus significative du réchauffement de la planète en raison de l'augmentation des gaz à effet de serre atmosphériques, mettant ainsi en péril le puits de carbone dans ces zones. En plus de la libération de carbone par la fonte du pergélisol, les feux de forêt de forte intensité deviendront plus fréquents et contribueront ainsi à la libération de carbone stocké. Dans la détermination du bilan carbone mondial la forêt boréale et son régime de feux deviennent un facteur de plus en plus important.
En Russie et au Canada en particulier les forêts boréales sont également des facteurs économique importants, et l'incertitude des tendances des feux à l'avenir en raison des changements climatiques est une considération majeure dans les plans de gestion forestière. Une des solutions à l'incertitude à long terme des cycles de feu pourrai être une diminution de la récolte de bois autorisée.

## Cycle du carbone dans les forêts boréales
La forêt boréale contient 20% de plus de carbone que les forêts tempérées et tropicales alors qu’elles couvrent deux fois plus de terres que la forêt boréale. Les forêts boréales sont sensibles au réchauffement climatique car la rétroaction de l'albédo glace / neige est considérablement influencée par la température de surface, de sorte que les changements induits par le feu de l'albédo de surface et de l'émissivité infrarouge sont plus importants que dans les tropiques.
La présence de gaz à effet de serre dans l'atmosphère est grandement dû aux incendies de forêt boréale. Les grands incendies boréaux produisent suffisamment d'énergie pour produire des colonnes de fumée convectives qui peuvent pénétrer dans la troposphère et parfois traverser la tropopause. De plus, la température froide dans les régions boréales entraîne de faibles niveaux de vapeur d'eau. Ce faible niveau de vapeur d'eau combiné à un faible rayonnement solaire entraîne une production photochimique très faible du radical OH, qui est un produit chimique qui contrôle la durée de vie atmosphérique de la plupart des gaz troposphériques. Par conséquent, les émissions de gaz à effet de serre des incendies de forêt boréale auront des durées de vie prolongées sur la forêt.

### Régime d'incendie
Les régimes de feu de la forêt boréale au Canada et en Russie sont distincts. Elles sont majoritairement d'origine humaine, en Russie, car le climat est plus sec. Cela veut dire que les incendies de moindre intensité sont plus fréquents qu'au Canada et que la plupart des émissions de carbone résultant des incendies se trouvent en Russie.[réf. nécessaire] L'utilisation de machines lourdes et des coupes à blanc à grande échelle dans les pratiques forestières en Russie, conduisant à l'altération des complexes de combustible. Cette pratique entraînerait la dégradation de zones en steppes herbeuses, plutôt que de se régénérer en tant que nouvelle forêt. Cela peut entraîner un raccourcissement des intervalles de retour du feu. Il y a également des risques d'incendies supplémentaires avec les pratiques industrielles en Russie (les dommages graves en fédération de Russie affectent environ 9 millions d'hectares). La contamination radioactive sur une superficie d'environ 7 millions d'hectares crée un risque d'incendie car le feu peut redistribuer les radionucléides.
L'éclairage déclenche la majorité des incendies de forêt boréale au Canada. Par la suite, il y a moins d'incendies en moyenne au Canada, mais une fréquence beaucoup plus élevée de feux de couronne de haute intensité avec un taux de 57% que la Russie avec un taux de 6%. La rotation naturelle des feux dans les forêts boréales du Canada et de l'Alaska est d'un à plusieurs siècles.

Températures mondiales moyennes de 2010 à 2019 par rapport à une moyenne de référence de 1951 à 1978. Les régions du nord se réchauffent à un rythme plus rapide qu'ailleurs. Source: NASA.

Le feu joue indirectement un rôle dans l'échange de carbone entre la surface terrestre et l'atmosphère en régulant les régimes du sol et de l'humidité, y compris la succession végétale, la photosynthèse et les processus microbiens du sol. Le sol des régions boréales est un important puits de carbone mondial. En effet le sol de la forêt boréale contient 200 Gt de carbone tandis que les tourbières boréales contiennent 400 Gt de carbone. Les régions les plus septentrionales du pergélisol contiennent 10 355 ± 150 pg de carbone organique du sol (COS) dans les 0 à 3 m supérieurs et 21% de ce carbone se trouve dans le bassin de couche organique du sol (SOL) trouvé dans les 30 premiers cm de la couche souterraine.
La profondeur de la couche de sol organique est l'un des contrôles sur le pergélisol, conduisant à une généralisation de deux domaines en forêt boréale: couche de sol épaisse et couche de sol mince. Un sol organique épais isole le sous-sol des températures estivales plus chaudes et permet au pergélisol de se développer. Pendant l'hiver le pergélisol garde le sol humide, mais les horizons supérieurs du sol organique se dessèchent pendant les mois d'été. Le pergélisol fond plus rapidement, à mesure que les températures augmentent et, en conséquence, la durée de la saison des incendies augmente. Lorsque l'intervalle sans feu (FFI) est diminué, la perte du SOL peut entraîner un changement de domaine vers une couche de sol mince, ce qui entraîne moins de stockage de carbone dans le sol, une plus grande vulnérabilité au feu et une diminution du pergélisol. Dans les forêts d'épinettes noires, une diminution des FFI peut ruiner les trajectoires de succession en ouvrant la porte aux arbres et arbustes à feuilles caduques, ce qui augmente également la vulnérabilité au feu.
Les données concernant le stockage du carbone dans la région du pergélisol ainsi que l'activité des incendies dans les forêts boréales sont rares, ce qui constitue un obstacle important pour déterminer un bilan carbone précis. D'ici 2100 la région du pergélisol deviendra une source nette de carbon d'après une évaluation d'experts.
Une augmentation de 5 à 10 degrés C de la température du sol forestier après un incendie augmentera considérablement le taux de décomposition pendant des années après le début de l'incendie, ce qui transforme temporairement le sol en une source nette de carbone (et non en un puits) localement.
Les émissions biogéniques de NO et N20 du sol augmentent avec le feu .

## Voir également
- Cycle du carbone du pergélisol
- Cycle du carbone

## Les références
1. 1 2 3  Kasischke, « Boreal Ecosystems in the Global Carbon Cycle », Ecological Studies, ecological Studies, vol. 138,‎ 2000, p. 19–30 (ISBN 978-1-4684-9532-4, DOI 10.1007/978-0-387-21629-4_2)
2. ↑  Daniel, Ter-Mikaelian, Wotton et Rayfield, « Incorporating uncertainty into forest management planning: Timber harvest, wildfire and climate change in the boreal forest », Forest Ecology and Management, Elsevier B.V., vol. 400,‎ 2017, p. 542–554 (DOI 10.1016/j.foreco.2017.06.039)
3. 1 2 3  Levine et Cofer III, « Boreal Forest Fire Emissions and the Chemistry of the Atmosphere », Ecological Studies, vol. 138,‎ 2000, p. 44–45
4. ↑  Goldammer et Stocks, « Eurasian Perspective of Fire: Dimension, Management, Policies, and Scientific Requirements », Ecological Studies, vol. 138,‎ 2000, p. 53
5. ↑  de Groot, Cantin, Flannigan et Soja, « A comparison of Canadian and Russian boreal forest fire regimes », Forest Ecology and Management, the Mega-fire reality, vol. 294, no Supplement C,‎ 15 avril 2013, p. 23–34 (DOI 10.1016/j.foreco.2012.07.033)
6. 1 2  (en) Hoy, Turetsky et Kasischke, « More frequent burning increases vulnerability of Alaskan boreal black spruce forests », Environmental Research Letters, vol. 11, no 9,‎ 2016, p. 095001 (ISSN 1748-9326, DOI 10.1088/1748-9326/11/9/095001, Bibcode 2016ERL....11i5001H, lire en ligne )
7. ↑  (en) Abbott, Jones, Schuur et III, « Biomass offsets little or none of permafrost carbon release from soils, streams, and wildfire: an expert assessment », Environmental Research Letters, vol. 11, no 3,‎ 2016, p. 034014 (ISSN 1748-9326, DOI 10.1088/1748-9326/11/3/034014, Bibcode 2016ERL....11c4014A, lire en ligne )